# Благочестивое общество святого Франциска Ксаверия для заграничных миссий

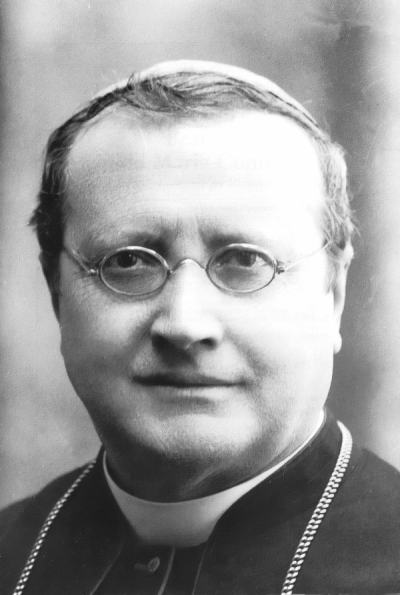
Гвидо Мария Конфорти — основатель «Благочестивого общества святого Франциска Ксаверия для заграничных миссий».

Благочестивое общество святого Франциска Ксаверия для заграничных миссий (лат. Pia Societas Sancti Francisci Xaverii pro exteris missionibus, LH), Ксаверианцы — название католической мужской монашеской конгрегации, основанной итальянским священником Гвидо Мария Конфорти.

## История
Создание монашеской конгрегации «Благочестивое общество святого Франциска Ксаверия для заграничных миссий» было инициировано в 1890 году священником Гвидо Марией Конфорти. В юношестве Конфорти поступил в орден иезуитов, после перешёл в монашескую конгрегацию салезианцев. В 1888 году был рукоположен в священника, после чего безуспешно просил своего епископа отправить его на миссию на Дальний Восток.
9 марта 1894 года Гвидо Мария Конфорти обратился к префекту Конгрегации пропаганды веры (сегодня — Конгрегация евангелизации народов) кардиналу Влодзимежу Ледуховскому с проектом создания семинарии для подготовки священников-миссионеров. 1 ноября 1895 года епископ Пармы Франческо Магани подписал указ о создании в Парме семинарии для миссионеров. 3 декабря 1898 года, в праздник святого Франциска Ксаверия, был утверждён устав епархиального права священнической общины «Благочестивое общество святого Франциска для заграничных миссий».
4 марта 1899 года семинарией были подготовлены первые выпускники, которые были отправлены в Северный Китай, в провинцию Шаньси.
В 1903 году Гвидо Мария Конфорти был назначен генеральным викарием архиепархии Равенны и был вынужден оставить руководство «Благочестивым обществом святого Франциска Ксаверия для заграничных миссий». Общиной и семинарией «Благочестивого общества святого Франциска Ксаверия для заграничных миссий» стал руководить член «Конгрегации Стигматов Господа Иисуса Христа» Мельхиад Вивари, который подготовил новый устав для предоставления его на рассмотрение Конгрегации пропаганды веры.
В 1904 году Гвидо Мария Конфорти оставил должность генерального викария архиепархии Равенны и вернулся в Парму, чтобы снова стал руководить общиной ксаверианцев.
5 марта 1906 года устав ксаверианцев был утверждён Конгрегацией пропаганды веры. 6 января 1921 года Римский папа Бенедикт XV подписал окончательный вариант устава.
15 мая 1906 года Святой Престол учредил апостольскую префектуру Западного Хэнаня (сегодня — епархия Лояна) и поручил его управление «Благочестивому обществу святого Франциска Ксаверия для заграничных миссий».
В 1945 году была создана женская ветвь «Благочестивого общества святого Франциска Ксаверия для заграничных миссий», которая стала называться как «Миссионерское общество Марии».

## Настоящее время
В 2012 году конгрегация «Благочестивое общество святого Франциска Ксаверия для заграничных миссий» располагало 157 монастырскими домами в 20 странах мира. Община состоит из 795 членов, среди которых 630 священников. Администрация общины находится в Парме.

## Источник
- Annuario Pontificio , Libreria Editrice Vaticana, Città del Vaticano 2007. ISBN 978-88-209-7908-9.
- ISME, Costituzioni e Regolamento Generale. XI Capitolo Generale, Roma 1983.
- Juan Lozano, Missione, un progetto di vita. Commento teologico spirituale alle Costituzioni Saveriane, EMI, Bologna 1993. ISBN 88-307-0477-6.
- Guerrino Pelliccia e Giancarlo Rocca (curr.), Dizionario degli Istituti di Perfezione (10 voll.), Edizioni paoline, Milano 1974—2003.